# Проспект Повітряних Сил
Проспект Повітряних Сил — проспект у Шевченківському і Солом'янському районах міста Києва, місцевості Чоколівка, Солом'янка, Кадетський гай. Пролягає від вулиці В'ячеслава Чорновола та Берестейського проспекту до Кільцевої дороги та межі міста (продовженням слугує вулиця В'ячеслава Чорновола,що у Вишневому).
Прилучаються (в бік збільшення нумерації будинків): вулиці Івана Огієнка, Стадіонна, Карела Чапека, Шовкуненка, Петра Ніщинського, Дениса Монастирського, Генерала Воробйова та Митрополита Липківського, Солом'янська площа, вулиці Солом'янська, Преображенська, Авіаконструктора Антонова та Освіти, Севастопольська площа, проспект Валерія Лобановського, Чоколівський бульвар, вулиці Донецька, Святослава Хороброго, Зеленогірська, Сім'ї Ідзиковських, Смілянська, Вінницька, Новокодацька, Федора Ернста, Кінцева, Медова та Волинська.

## Історія
Проспект виник у середині XIX століття як дорога до с. Жуляни. З 1848 року — Кадетське шосе, від розташованої на початку шосе будівлі Київського Кадетського корпусу (1848—1857), нині тут міститься Міністерство оборони України. Тоді шосе починалося від Львівської вулиці (нині вулиця Січових Стрільців) і сягало теперішньої вулиці Івана Огієнка.
1857 року очікувався приїзд до Києва імператора Олександра ІІ, до цієї події на місці сучасного Повітрофлотського шляхопроводу була споруджена Тріумфальна арка — дерев'яна споруда (розібрана у 1880-х роках, але не пізніше 1887 року), біля якої відбулася урочиста зустріч царського поїзда. На згадку про видатну подію планувалося поставити на цьому ж місці кам'яну арку, але зібрані на це кошти імператор запропонував спрямувати на якусь кориснішу справу, згодом на них було відкрите Олександрівське ремісниче училище.
1908 року до Кадетського корпусу було прокладено трамвайну лінію від Тріумфальної арки, яку згодом двічі подовжували (востаннє — 1918 року, коли вона досягла району сучасної Севастопольської площі).
На межі 1910—1920-х років шосе було подовжено до сучасної Севастопольської площі через виникнення військового аеродрому, на базі якого згодом було відкрито аеропорт «Київ-Жуляни» (відкритий 1924 року). У 1923 році на відзначення розвитку і зміцнення Червоного Повітряного флоту Кадетське шосе перейменували на Повітрофлотське. З 1934 року вулиця мала назву шосе Героїв стратосфери — на честь стратонавтів Павла Федосеєнка, Андрія Васенка та Іллі Усискіна, які загинули під час польоту стратостата «Осоавиахим-1». Під час окупації міста у 1941–1943 роках шосе ненадовго повернули назву Кадетське, а у 1944 році було підтверджено назву Повітрофлотське шосе.
У 1961 році до складу шосе було приєднано Аеровокзальну вулицю (прокладено в 1950-х роках як спеціальну швидкісну трасу до аеропорту в об'їзд житлової забудови, але її спорудження не було завершене; назва — з 1955 року), в 1967 році ділянку колишньої Аеровокзальної вулиці було відокремлено від Повітрофлотського проспекту під назвою вулиця Народного ополчення (сучасна вулиця Святослава Хороброго).
У 1963 році шосе отримало назву Повітрофлотський проспект, одночасно було відокремлено вулицю Косіора (нині — вулиця В'ячеслава Чорновола), а 1969 року приєднано Земську вулицю — проходила від Севастопольської площі до аеропорту «Київ-Жуляни».
У 1952 році проспектом було прокладено тролейбусну лінію до аеропорту, з відкриттям маршруту № 9. До середини 1950-х років переважно склалася наявна забудова проспекту.
Сучасна назва з 2024 року на честь Повітряних сил ЗСУ.

## Будівлі історичного значення
- № 6 (1848—1857) — будівля колишнього Володимирського кадетського корпусу. На будівлі, в якій у радянські часи розміщувалося командування Київського військового округу, було встановлено меморіальні дошки Георгію Жукову, Іванові Якубовському, Андрію Гречку.
- № 28 (1914—1918) — будівля колишнього Миколаївського артилерійського училища. Механічний млин Миколаївського артилерійського училища (1914—1917).
- № 30-Г (1950, 1952 (надбудова)) — будинок головного корпусу Київського вищого військового авіаційного інженерного училища (корпус № 11).
- Буд. № 16 та 24/2 споруджено у 1930-ті роки.

## Особистості

### Іван Дзюба- Повітрофлотський проспект 50
У кінці 1965 р., після створення ним праці «Інтернаціоналізм чи русифікація?», переїхав у двокімнатну квартиру на Повітрофлотському проспекті 50, що її надала Спілка письменників. За словами Івана Дзюби, нове помешкання було розміщене в «будинку КДБ». Систематична поява автівок спецслужб у дворі маркувала будинок як відомчий. На думку Дзюби, ордер на це житло він отримав не випадково. «Переселили мене так, щоб був під рукою». Як свідчать спогади Леоніда Плюща, до проживання в цьому будинку критик ставився з іронією, жартуючи. «Народ почне бити вікна в цьому будинку, а я ж то за що страждатиму?». Проживав за вказаною адресою до своєї смерті.

## Установи та заклади
- № 2 — стадіон ЦСКА
- № 6 — Міністерство оборони України
- № 9 — Дорожня клінічна лікарня
- № 11 — поштове відділення № 49
- № 12 — бібліотека ім. Івана Світличного
- № 22 — гімназія № 178
- № 27 — Посольство Росії в Україні
- № 28 — Національний університет оборони України; Касаційний цивільний суд[14]
- № 31 — Київський національний університет будівництва і архітектури
- № 35 — Київський електромеханічний фаховий коледж, автошкола Константа-ГС
- № 41 — Солом'янська районна у місті Києві державна адміністрація
- № 44 — Залізничний універмаг
- № 49 — Солом'янське РУ ГУ МВС України
- № 53 — Юридичний ліцей
- № 66 — «Укрриба» (колишній «Рибкомбінат»)
- № 76 — Державний навчально-сертифікаційний центр цивільної авіації
- № 80 — стадіон «Політ»
- № 92 — готель аеропорту «Київ»
- № 94 — ДП «410-й завод цивільної авіації»

## Зображення

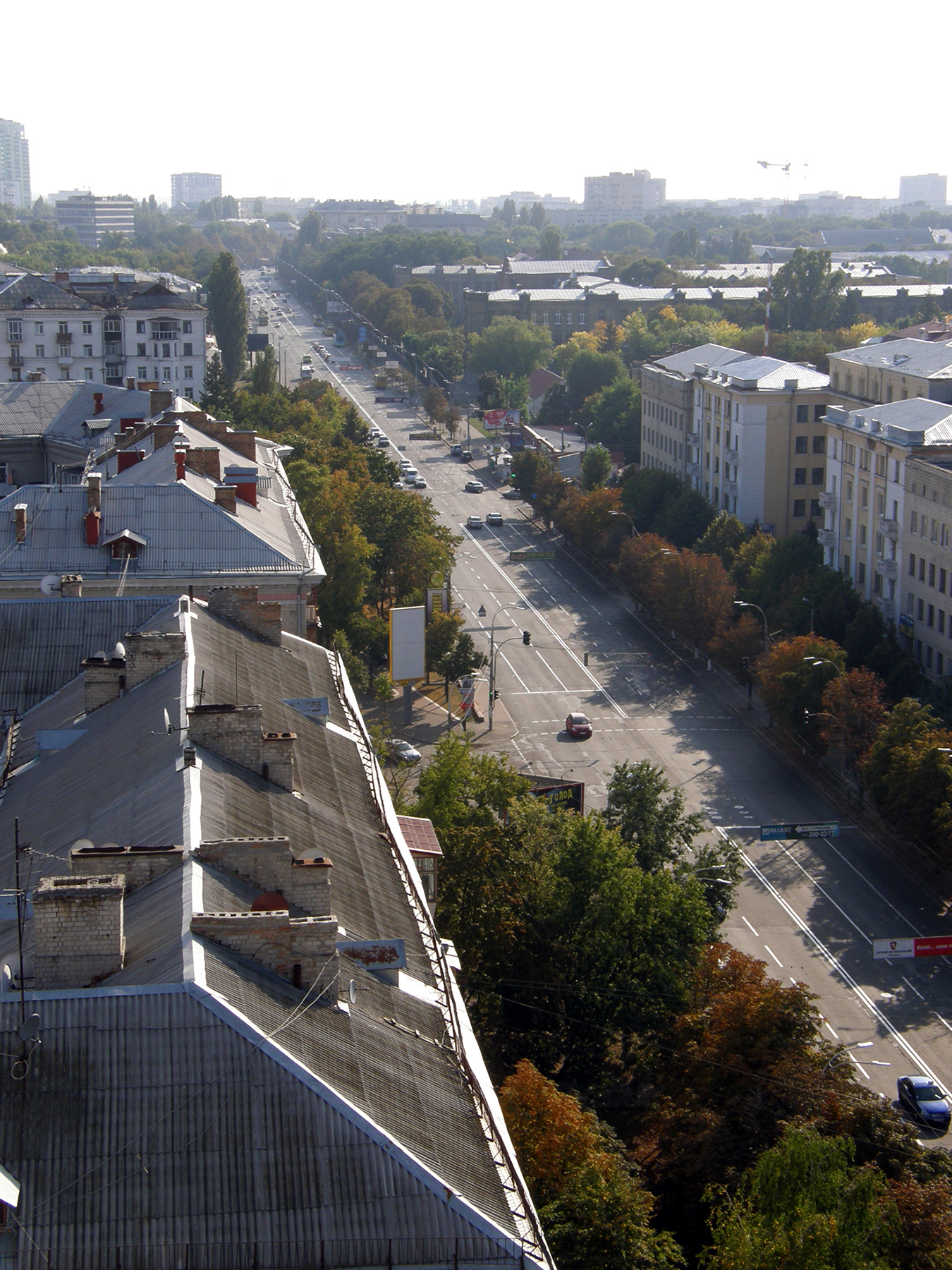
Проспект на південний захід
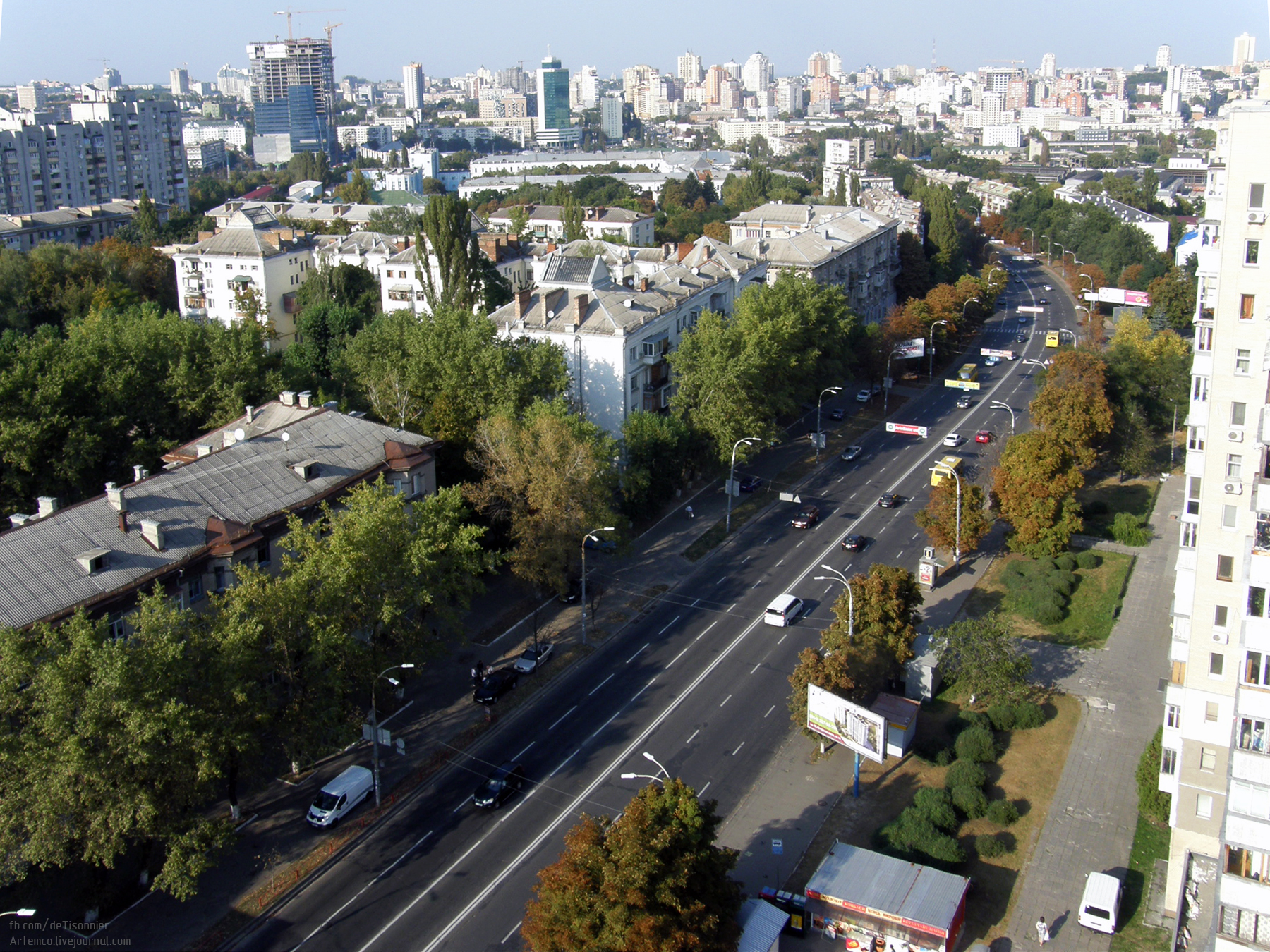
Проспект на перетині зі Стадіонною вулицею
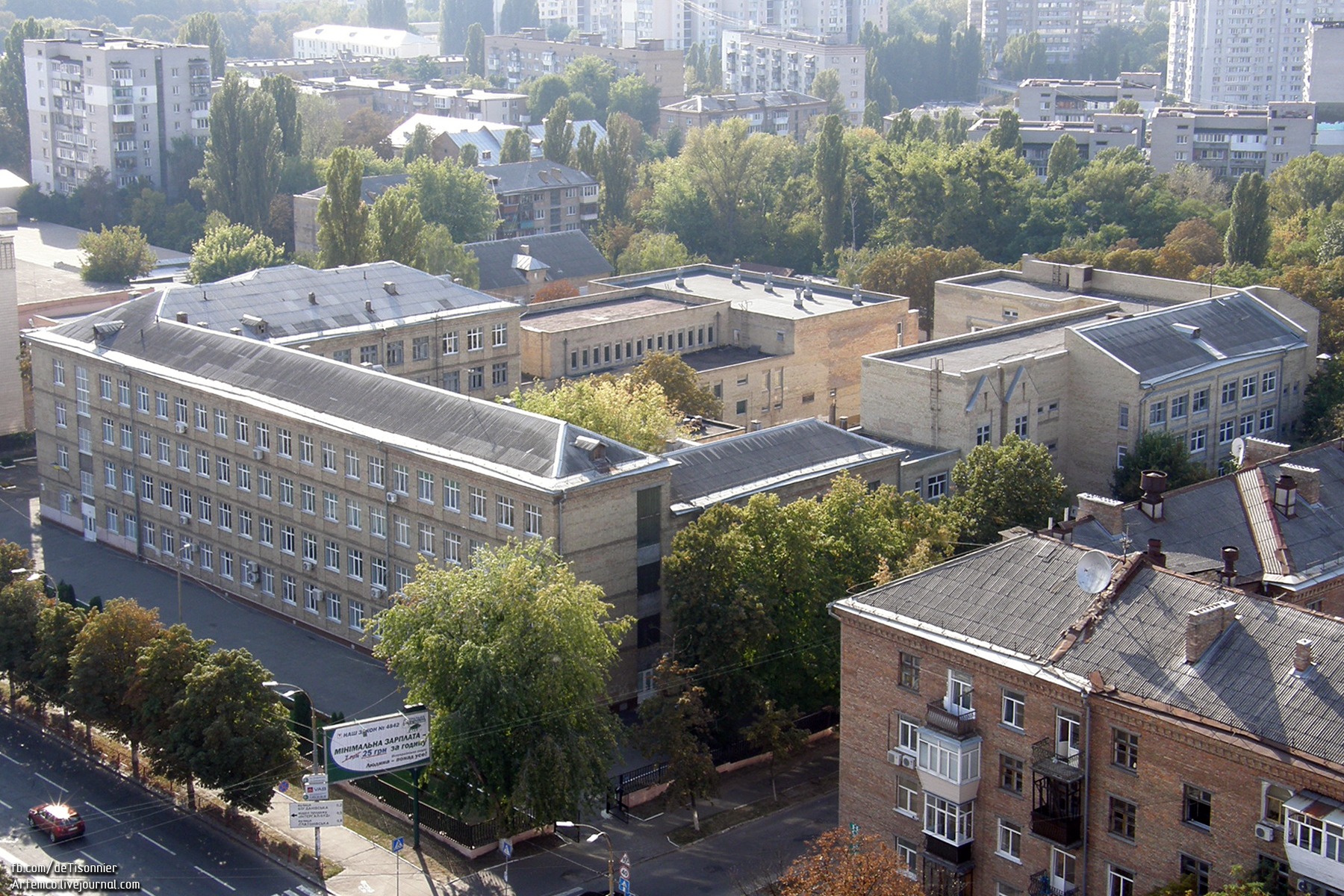
гімназія № 178, типовий проєкт 2-02-73 з добудовою